# Glenea modiglianii
Glenea modiglianii är en skalbaggsart som beskrevs av Charles Joseph Gahan 1907. Glenea modiglianii ingår i släktet Glenea och familjen långhorningar.
Artens utbredningsområde är:
- Laos.
- Myanmar.

Inga underarter finns listade i Catalogue of Life.